# República Democràtica de Geòrgia
La República Democràtica de Geòrgia (georgià: საქართველოს დემოკრატიული რესპუბლიკა, Sakartvelos Demokratiuli Respublika), 1918-1921, fou el primer govern modern de la república de Geòrgia. La RDG fou creada després del col·lapse de l'imperi Rus iniciat amb la Revolució Russa de 1917. Tenia fronteres amb Rússia, i la República de la Muntanya del Nord del Caucas al nord, Turquia, Armènia, i l'Azerbaidjan al sud. Tenia una extensió de 107.600 km² (la de la Geòrgia actual és de 69.700 km²), i una població de 2,5 milions. La capital era Tbilisi i la llengua oficial el georgià. Fou proclamada el 26 de maig de 1918 després del trencament de la Federació Transcaucàsica, i fou liderada pel Partit Socialdemòcrata Georgià (menxevic). El jove estat no fou capaç d'evitar la invasió de l'Exèrcit Roig, i fou incorporada el març de 1921 a l'URSS com a República Socialista Soviètica de Geòrgia.

## Antecedents
Pel febrer del 1917 es reuniren a Tbilisi Mikhaïl Tsereteli, cap del Comitè de la Independència de Geòrgia, el coronel i simpatitzant del futur Partit Nacional Democràtic, David Vakhnadze, el general socialista-federalista Ioseb Gedevanixvili i els menxevics Noe Jordània, Evguen Gegetxkori i Meliton Kartsivadze. En aquesta primera trobada decidiren treballar per la independència georgiana. En el Primer Congrés dels Soviets de Transcaucàsia del març del 1917, els menxevics controlaren la situació i exigiren major autogovern, però sense arribar a la independència. El mateix mes, l'Església Ortodoxa Georgiana es va declarar autocèfala i independent, amb els patriarques Kirion II (1917-1918), Leonide (1918-1921) i Ambrosi (1921-1927).
La pujada al poder d'Aleksandr Kérenski a Moscou va donar un cert relleu a la política russa dels menxevics georgians. Entre el 4 i el 20 de juny del 1917 se celebrà el congrés fundacional de Partit Nacional Democràtic a Tbilisi, i hi fou nomenat secretari del partit Spiridon Kedia, alhora que s'aprovava un programa de caràcter no socialista, partidari de la total independència de Geòrgia i, per tant, oposat tant a l'imperialisme rus com al bolxevisme, basant-ne l'ideari en el cristianisme, la defensa de la propietat privada i de la democràcia.
El 25 d'octubre del 1917 fou nomenat Comissariat Transcaucasià el menxevic georgià Evguen Gegetxkori. Alhora, Txkheïdze esdevé diputat a Petrograd i Noe Jordània és encarregat de formar un govern provisional a Geòrgia, tot i que aviat serà atacat pel general rus blanc Anton Denikin, totalment contrari a les concessions a les "nacionalitats". I d'aquesta manera, l'11 de novembre del 1917 Geòrgia es va declarar autònoma de Rússia. El 15 de novembre es va formar el Comissariat Transcaucasià del qual en formaren part tots els partits locals.
El 15 de gener del 1918 els georgians enviaren representants propis a la Conferència de Pau de Brest-Litovsk, de la mateixa manera que ucraïnesos i armenis, i per la qual foren obligats pels alemanys a cedir Batumi als turcs. Tanmateix, es negaren a cedir territori, i el 9 d'abril del 1918 es reuní l'Assemblea Constituent o Seim de Transcaucàsia, federal i socialista. El menxevic georgià Akaki Txkhenkeli (1874-1959) fou nomenat cap del govern provisional transcaucàsic, mentre que Níkoloz Txkheïdze (1864-1926) esdevenia cap del Seim i Noe Jordània (1869-1953) cap del govern georgià. Les institucions de la federació es concentraren a Tbilisi.
Com a resposta, el 15 d'abril els turcs ocuparen Batumi, sense que les tropes caucàsiques poguessin evitar-ho.

## Proclamació de la República

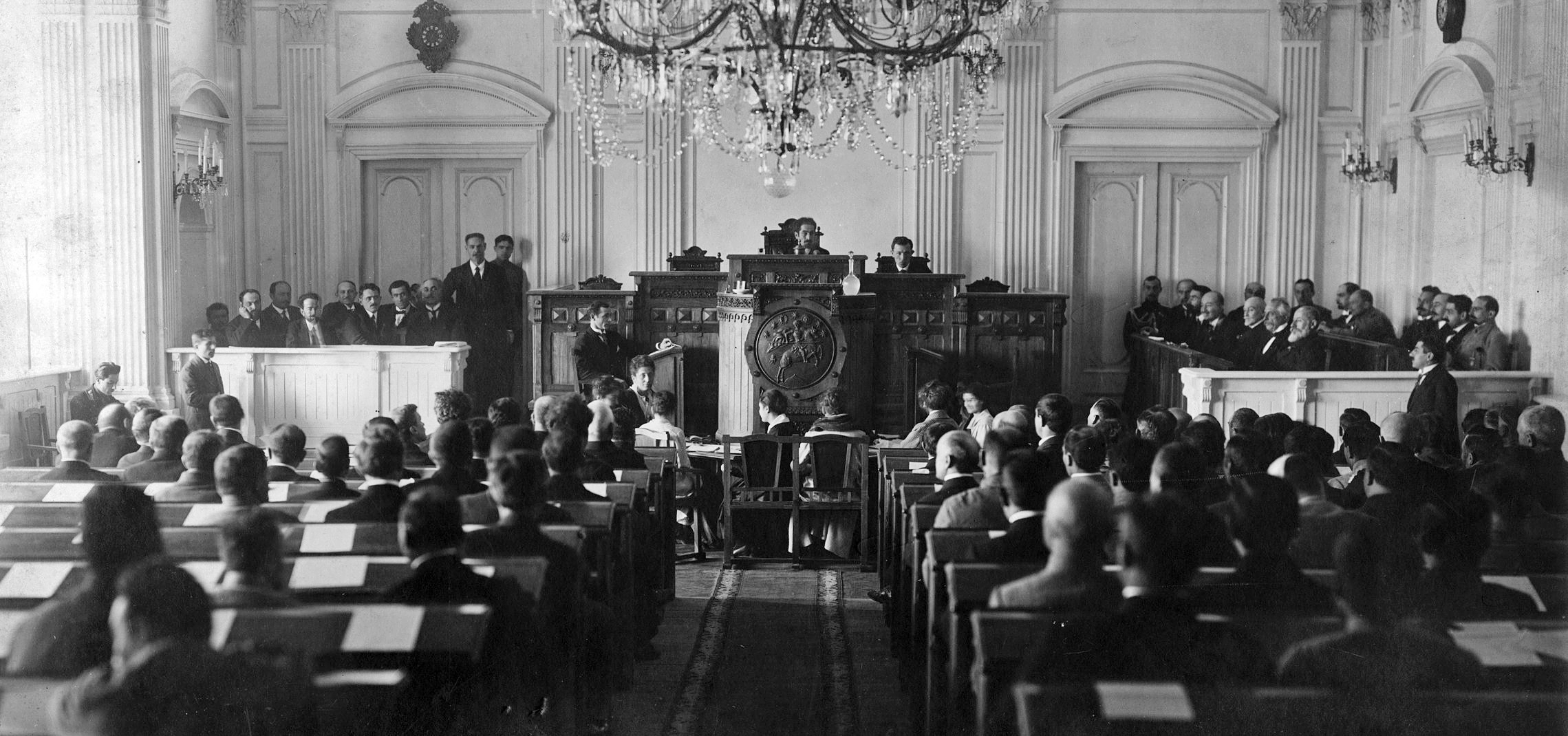
Proclamació de la República Democràtica Georgiana al Parlament el 26 de maig del 1918

A causa de les fortes divisions internes i a la ineficàcia de la federació, el 22 de maig se celebrà a Batumi la Segona Trobada, organitzada per l'historiador Zurab Avalixvili (PND), on participaren els membres del partit Niko Nikoladze i Petre Surguladze, i els menxevics Noe Jordània i Akaki Txkenkeli. El 25 de maig del 1918 es va dissoldre la Federació Transcaucàsica i la República Democràtica de Geòrgia es proclamà independent el dia 26. Noe Jordània fou elegit president, Noe Ramixvili fou nomenat primer ministre, i Akaki Txkhenkeli ministre d'afers exteriors, i l'escriptor i filòleg Konstantine Gamsakhurdia ambaixador a Alemanya.
Les noves autoritats s'encarregaren, com a primera tasca, d'obrir negociacions secretes amb els alemanys a Poti (no els quedava un altre remei, donada la situació i l'enemistat de russos i turcs). Immediatament, els alemanys hi enviaren el comte von Schulenburg i el general von Krassenstein amb 2.000 soldats que s'instal·laren al sud del país i reactivaren el ferrocarril Batumi-Bakú. El general von Lossow arribà a un acord amb ells per establir-hi un protectorat alemany i, a canvi de reconèixer la seva independència i protegir-los de les demandes territorials turques, els ciutadans alemanys tindrien llibertat de moviments i d'inversions, dominarien tots els vaixells i ports i monopolitzarien totes les mines i tota la producció industrial. Pel juny, endemés, signaren la Pau de Batumi amb els turcs, als quals cediren part d'Artvin a canvi de renunciar a Akhaltsikhe i Akhalkalaki.

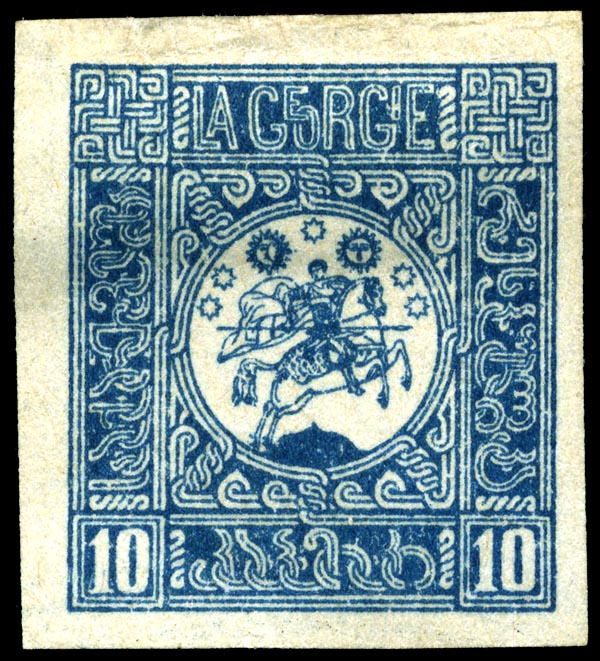
Segell georgià, 1919

El nou govern va adoptar per primer cop la bandera nacional de color bordeus amb el rectangle blanc i negre, que va onejar per primer cop sobre el palau del virrei de Tbilisi. Adoptà també la diada nacional (25 de maig), l'himne i altres institucions; també organitzaren un nou exèrcit, un gran nombre d'escoles, una universitat nacional georgiana a Tbilisi (mercè els esforços d'I. Janahixvili), una Escola Politècnica, un Institut d'Història i Arqueologia, el Teatre Rustaveli, la Societat d'Artistes Georgians, un Conservatori i una Acadèmia de Belles Arts, que més tard els bolxevics consideraran com a seves. Un dels líders menxevics, Irakli Tsereteli, també va insistir a no repetir l'error dels moderats russos i obligaren els soviets georgians a sotmetre's al nou govern democràtic de Jordània.
Nogensmenys, els bolxevics georgians, minoritaris al país (hi havia només 10.000 afiliats, contra 60.000 menxevics), no ho van acceptar i aprofitaren el descontentament dels pagesos a la zona muntanyenca del Nord (districtes de Duxeti, Ratxa, Tianeti i Letsxkhumi) per la lentitud de la reforma agrària per formar comitès en condicions de rebel·lió oberta. El petits propietaris de Duixeti descobriren, però, que el que pretenien els bolxevics era que la terra fos controlada per un estat centralitzat i no pas pels poders locals, i no els donaren suport.
Un grup armat de bolxevics, format per antics soldats, va intentar ocupar Zúgdidi el 27 de juny, però fou rebutjat. Alhora, Samxe Lejava organitzà guerrilles a Ratsxa, i Gegetxkori comandà 300 guerrillers a Letxkumi Ratsxa, alhora que els ossets de Satxkeri donaren suport als soviètics del govern de la regió del Terek, però el Kavkraikom (Comitè Regional Caucasià) va haver de traslladar la seu del Nord de Geòrgia a Vladikavkaz, al Caucas del Nord.

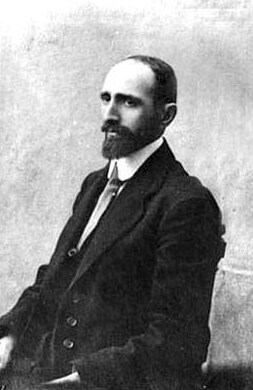
Noe Ramixvili

L'11 de novembre del 1918, però, Alemanya es va rendir als aliats, raó per la qual les tropes alemanyes abandonaren el país i foren substituïdes per tropes britàniques; els britànics nomenaren Alt Comissari a Tbilisi Oliver Wardrop, bon coneixedor de la cultura i història georgianes. Però aviat sorgiren conflictes amb la República Democràtica d'Armènia pels 5.000 km² d'Akhalkhalaki, Lorí i Bortxalu i pel port de Batumi, ocupat per Turquia fins a l'armistici de Mudros del novembre del 1918.
El gener del 1919 tot això provocà un conflicte armat entre Armènia i Geòrgia pel control del ferrocarril Batumi-Tbilisi i pels drets duaners que els georgians havien imposat als armenis, que desesperadament buscaven una sortida al mar. El conflicte fou acompanyat de mesures repressives (suspensió de diaris armenis, arrest dels diputats i regidors daixnak) i extorsió monetària. Només la intervenció britànica va acabar amb aquesta guerra absurda, però les relacions entre armenis i georgians en van sortir molt perjudicades. Com a resultat, es va crear una mena de "zona neutral" sota administració mixta, però tornaria a administració georgiana el novembre del 1920.
Pel gener del 1919 s'envià una delegació amb armenis i àzeris a la Conferència de Pau de París; tanmateix, totes llurs demandes foren rebutjades a causa dels interessos de les Potències en establir-hi algun mandat sobre alguna de les noves Repúbliques, i endemés, el reconeixement implicava l'enviament de tropes a la zona.
El febrer del 1919 es van fer eleccions a l'Assemblea Constituent Georgiana o Dampudznebeli Kreba, amb 505.477 votants (el 60% del cens):
| Partit                     | Líder         | Vots    | Escons |
| Menxevics                  | Noe Jordània  | 409.766 | 109    |
| Partit Nacional Democràcit | Kote Abkhazi  | 30.158  | 8      |
| Social-federalistes        | Simon Mdivani | 33.721  | 8      |
| Eseristes                  |               | 21.453  | 5      |

El cap del parlament fou Karlo Txkheidze (menxevic), amb els secretaris Ekvtime Takaixvili (PND) i Alexandre Lomtatidze (menxevic). I entre els diputats més reconeguts estaven els nacionalistes Revaz Gabaxvili, Vasi Tsereteli, Giorgui Gvazava, Parten Gortua, Iason Javakhixvili, els menxevics Seit Devdariani, Medliton Kartsivadze i Irakli Tsereteli, i el federalista Alexandre Tsereteli. Un dels caps del PND al parlament, G. Juruli, fou membre del primer govern georgià i demanà el restabliment de l'Església Ortodoxa Autocèfala Georgiana com a oficial. Pel març del 1919 ratificaren una constitució de caràcter socialdemòcrata, i s'aliaren amb els musavatistes àzeris per vèncer el general blanc Anton Denikin. També intentaren fer una reforma agrària expropiant les terres dels funcionaris russos i dels grans propietaris, però els va mancar suport financer. Tot i així, 660.000 hectàrees de terra foren preses als nobles, que només es quedaren amb 37.000; tot i així, deixaren a cada noble unes 10 hectàrees, més que als nous propietaris, i l'estat assumí el control dels boscos, pastures i aigües.

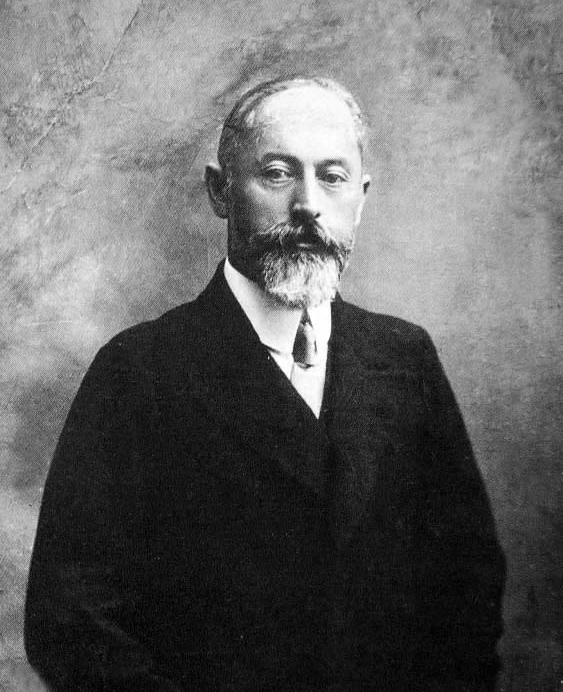
Noe Jordània, cap de govern georgià

El 12 de gener del 1920 la Delegació Georgiana a París va rebre del Consell Superior dels Aliats el reconeixement de facto del seu govern, però alhora, els caps aliats decidiren no enviar tropes a Transcaucàsia per tal de prevenir una invasió bolxevic (els soviètics atacaven alexores Azerbaidjan), sinó tan sols armes, municions i queviures.
Però l'abril del 1920 començaren un conflicte amb els àzeris pel districte de Zatakaly, contra el quan reberen l'ajut dels comunistes russos, que els imposaren M. Ramitxvili com a ministre d'interior; i aquest nomenaria Lavrenti Béria cap de la policia secreta, la Txekà, que començaria a imposar el terror. Per la definitiva pau de París del 7 de maig del 1920, la Rússia Soviètica reconegué la independència georgiana a canvi de permetre la lliure activitat dels comunistes georgians, però el primer ministre britànic David Lloyd George va projectar cedir-la en protectorat a Itàlia, encara que el ministre Nitti va desistir. Amb aquesta excusa, el 9 de juny del 1920 els últims soldats britànics foren evacuats de Geòrgia.
El 17 de gener del 1921 la República Georgiana ja era reconeguda per 22 estats, entre ells Turquia, Alemanya, Argentina, Itàlia, Japó, França i el Consell Suprem dels Aliats, però la seva situació encara era molt precària, ja que el 78% del seu perímetre fronterer era setjat pels russos. Els soviètics, que trobaven una forta resistència al Caucas, no hi disposaven de prou efectius, però rebien molta pressió dels bolxevics georgians, Sergo Orkhonikidze (1886-1937), Pilipe Makharadze (1868-1941), Mikhaïl Tskhakaya (1865-1950) i Lavrenti Béria, qui organitzaren Revkoms (Comitès d'Agitació), clandestins des de febrer del 1918, sobretot entre els soldats de les guarnicions de Tbilisi (obra de Makharadze), alhora que el georgià Iosif Djugaxvili Stalin prenia posicions a Moscou per assolir el liderat de tota la Unió Soviètica.
Així, per l'11 de febrer del 1921 M. Mdivani i Sergo Orkhonikidze van intentar un cop d'estat bolxevic simulant un aixecament a la zona disputada de Lorí, que fou seguit per la penetració des d'Armènia de tropes russes a Geòrgia; com a excusa van prendre un míting de protesta a l'entrada del Seim que acabà dissolt a trets per les forces lleials a Jordània.
Per un pacte secrete entre David Lloyd George i Krassin, els aliats no enviaren armes al govern de Jordània i permeteren el control soviètic del Caucas. I el 14 d'abril Lenin, fins aleshores reluctant a intervenir, va donar el vistiplau, malgrat les protestes dels menxevics georgians que viatjaren a Moscou. Els rebels crearien un Revkom que prendria les funcions de govern provisional. Així es formaria la República Socialista Soviètica de Transcaucàsia, de la qual Georgia en formaria part, juntament amb Armènia i l'Azerbaidjan.
El president Jordània demanà ajut al francès Ferdinand Foch, cap suprem de les forces aliades, però foren atacats per un combinat de turcs i l'11è exèrcit soviètic; el 13 de febrer del 1921 ja havien ocupat Gagra, i el 25 el govern abandonà Tbilisi en direcció a Batumi després de forts combats als voltants de la capital; el 17 de març van ocupar Tbilisi, cosa que obligaria als caps de govern, Txkheidze, Txkhenkeli i al president Jordània, a fugir cap a París, on formarien un govern georgià a l'exili. Simultàniament, el govern turc reclamà el 21 de febrer les ciutats d'Artvin i Ardahan, a la qual cosa accedieren, però reclamaren també Batumi i Akhalkalaky, que foren ocupades pels turcs. Nogensmenys, el 18 de març les tropes soviètiques ocuparen Batumi després que el 16 de març arribessin a un acord fronterer turcsoviètic.